# 1190 (альбом)
«1190» — дебютный альбом российской группы АИГЕЛ, вышедший 9 апреля 2017 года.
Альбом описывает соприкосновение человека с судом и тюрьмой с точки зрения партнёра заключённого. Тексты основаны на реальной истории и переживаниях Айгель Гайсиной, вокалистки и автора текстов. Музыку альбома написал Илья Барамия.
Широкую известность альбому принёс клип на композицию «Татарин», который стал вирусным и получил награду «Видео года» на Jager Music Awards. «1190» получил положительную критику, некоторые издания назвали его одним из лучших русскоязычных альбомов 2017 года и даже десятилетия.

## История
В 2016 году поэтесса Айгель Гайсина связалась с музыкантом Ильёй Барамия через Facebook и предложила ему написать музыку к спектаклю по собственному циклу стихов «Суд», который на тот момент был в печати. По их собственным словам, работа не пошла, спектакль не был выпущен, но сотрудничество привело к тому, что Гайсина написала несколько новых текстов на аранжировки Барамии. Эти композиции составили треклист будущего альбома. Всё время музыканты работали дистанционно, связываясь и пересылая друг другу черновики по Интернету.
Лирика альбома вдохновлена реальными событиями: на момент сочинения и записи молодой человек Гайсиной отбывал наказание в тюрьме. Его срок составлял 1190 дней (более 3 лет), к чему отсылаются название композиции «1190» и само название альбома. Сама Гайсина так описывала свои ожидания от альбома:
Я-то планировала противным голосом напеть противных слов под грубые биты — вот просто чтобы всем-всем стало плохо. С одной стороны, я боялась отторжения, потому что когда тебя хейтят, это естественно неприятно. С другой — я его ждала, потому что наш альбом — это если и не протест, то определенно некий жест.Айгель Гайсина
Альбом был опубликован на стриминговых платформах 9 апреля 2017 года. 18 и 19 мая 2017 года прошли презентации альбома, они же стали первыми концертами для АИГЕЛ. Несколько изданий отказались презентовать альбом из-за его необычности; в итоге первым из СМИ о «1190» написала Colta. 31 июля вышла версия альбома с инструменталами, без вокала. 25 августа музыканты выпустили видеоклип на песню «Татарин», который стал вирусным в Интернете и привлёк к группе и альбому внимание. Вскоре «АИГЕЛ» выступили на телепередаче «Вечерний Ургант».
После выхода Гайсина также рассказала подробнее о бэкграунде некоторых композиций с альбома изданию «Батенька, да вы трансформер». В декабре 2017 года её молодого человека отпустили по УДО.

## Музыка и лирика
Альбом состоит из десяти композиций с вокалом Гайсиной. Жанровую принадлежность описывали как «хип-хоп, абсолютно лишённый всяких штампов», «альтернативный хип-хоп», «музыкально-поэтическое произведение, не совсем стихи <…> и не совсем песни». Завершающий трек «Көтәм» написан на татарском, также фрагмент текста на татарском есть в «Татарине»; остальной текст — на русском языке.
Тексты «1190» в основном посвящены описанию заключения человека в тюрьму: в разных песнях описываются суд, общение со следователем, «свидания» с партнёром в тюрьме и вообще тяготы отношений с заключённым на расстоянии. Айгель Гайсина на протяжении альбома выступает от лица разных лирических персонажей, в числе которых сам заключённый, его партнёрша, следователь, судья и потерпевший.
Татьяна Симакова из The Village назвала альбом «литературным рэпом про тюрьму и волю». По мнению редакторов The Flow, альбом наполнен «мрачными рассказами о российском правосудии», «о тюрьме и воле, вере, несправедливости и любви», редакторы издания «Сторона» назвали его «едким высказыванием о силе власти, безответственности и безразличия». Редакторы «Медузы» отметили необычность и разнообразие лирического и музыкального стиля: «Айгель меняет правила в языке, вольно обращается с ударениями и литературной нормой. На альбоме звучит только ее голос, но кажется, что поют как минимум три разных человека; тут есть и танцевальные хиты („Татарин“), и до дрожи пугающие песни („Царапки“), и социальная драма („Ария судьи“), и признание в любви („Переписка“)». Дмитрий Куркин из Wonderzine назвал тексты «1190» «исповедью человека, лично столкнувшегося с карательной машиной „басманного правосудия“», а музыку — «электронным постшансоном с ломким, эмоциональным речитативом в духе M.I.A.».
Музыку альбома в прессе охарактеризовывали как «жёсткий, замедленный, мрачный» и «увесистый минималистичный бит». Андрей Никитин из Афиши Daily так описал стиль музыки «1190»: «то жесткий, то гипнотичный электронный хип-хоп, избавленный от неприятных жанровых клише и вообще идущий вразрез с мейнстримным рэпом». Журналист Александр Горбачёв назвал её «аскетичной, но очень хорошо работающей». Сама Гайсина описала звучание «1190» как «минималистичное, жесткое, индустриальное». Редакторы «Стороны» отметили разнообразие читки и манеры пения Гайсиной, написав, что она «то шепчет, обволакивая, то агрессивно зачитывает, по-настоящему прокачивая, то нежно поет». Барамия рассказал, что на звук альбома сильно повлияла группа Run the Jewels, а также, что сама Гайсина не слушает рэп: «…Было интересно вытащить ее на незнакомую территорию, где для нее нет никаких референсов, и поэтому она фигачит ни на кого не похоже. Получается совершенно дикая вещь». Вот что он сказал по поводу текстов:
А я подумал, что в этом есть какая-то странная мягкая сила, мощь и послания, и текста, которой в нашем рэпе нет почти. Ну и точность высказывания — там нет строчек для рифмы. Я несколько раз докапывался: ну строчка «перистальтика малыша, едавшего Пастернака» — это для красного словца. Оказалось, она за каждое слово прямо отвечает.Илья Барамия

## Реакция
«1190» получил чрезвычайно положительные отзывы прессы. Журналисты называли альбом «бескомпромиссным высказыванием», «мощнейшим высказыванием по самой актуальной российской проблематике». Подчёркивая драматизм лирики и тот факт, что она основана на реальных событиях, обозреватели Colta назвали альбом «трудным слушанием и тяжелым испытанием». Обозреватели «Дождя» в статье, посвящённой выходу альбома, посчитали, что он «имеет шансы стать самым громким дебютом этого года». Дмитрий Куркин из Wonderzine написал, что «во всей русскоязычной музыке этого года найдётся не так много пластинок, которые настолько точно попадали бы в нерв времени».
Поэтесса Вера Полозкова поделилась положительным мнением об альбоме: «Когда я услышала Айгель, поняла, что в современной музыке вообще нет такого голоса. У нее всё про большую правду, и она так это умеет рассказать, что переносит тебя в другое измерение».

### Награды и списки
Видео на композицию «Татарин» получило награду Jager Music Awards в номинации «Видео года». «Татарин» также номинировалась на «Сингл года», но награду получила песня «Тает лёд» группы «Грибы». Клип также вошёл в число лучших видео года по версии «Стороны».
«Meduza» включила «1190» в список самых важных альбомов 2017 года, назвав его «главной пластинкой года на русском языке». Colta включила его в список лучших альбомов года в категории «Чудо года». «Сторона» включила «1190» в свой список альбомов года без ранжирования, The-Flow поставил его на 15 место в своём списке. Также альбом попал на 3 место в категории «Электронный альбом» в голосовании среди посетителей сайта. Интернет-портал «Инде» назвал «1190» «одним из самых значимых событий российского музыкального ландшафта 2017-го». Некоторые издания включили альбом в списки лучших русскоязычных альбомов 2010-х — так сделали «Buro 24/7» и Time Out.

## Список композиций
Все тексты написаны Айгель Гайсиной, вся музыка написана Ильёй Барамия.
| №                   | Название            | Длительность |
| ------------------- | ------------------- | ------------ |
| 1.                  | «Царапки»           | 5:36         |
| 2.                  | «Ария судьи»        | 4:35         |
| 3.                  | «Тело»              | 3:15         |
| 4.                  | «1190»              | 5:12         |
| 5.                  | «Невеста»           | 4:41         |
| 6.                  | «Духи огня»         | 5:14         |
| 7.                  | «Переписка»         | 4:47         |
| 8.                  | «Татарин»           | 3:14         |
| 9.                  | «Яд»                | 3:51         |
| 10.                 | «Көтәм»             | 3:26         |
| Общая длительность: | Общая длительность: | 43:51        |